# Таємниці Мукама
«Таємниці Мукама» — радянський художній фільм 1973 року, знятий режисером Алти Карлієвим на кіностудії «Туркменфільм».

## Сюжет
Середина 1920-х років. До Туркменії приїжджає збирач народних пісень російський дослідник Успенський. В одному з аулів старий співак і музикант Дідар-бахші розповідає йому про свою матір Каркару — першу жінку-бахші в Туркменії. Потай від батька навчилася грати на дутарі, секретів віртуозної гри її навчав музикант Довран. Сам Дашберди-хан освідчувався дівчині в коханні, але Каркара відкинула його і пішла з Довраном. Її коханого спіткала куля ханських слуг, але пісні чоловіка понесла людям Каркара. Через багато років вона повернулася в аул уже відомою і виграла пісенне змагання з ханським улюбленцем Гаджалі-бахші.

## У ролях
- Єлизавета Караєва — Каркара
- Володимир Краснопольський — Успенський
- Алти Карлієв — Сарман
- Хоммат Муллик — Дашберди-хан
- Акмурад Чариєв — Довран
- Мурад Ніязов — Годжалі-бахші
- Антоніна Рустамова — роль другого плану
- Таттибюбю Турсунбаєва — Булан
- Акмурад Бяшимов — роль другого плану
- Шукур Кулієв — роль другого плану
- Дурди Сапаров — роль другого плану
- Огулькурбан Дурдиєва — роль другого плану
- Курбан Кельджаєв — Дідар-бахши

## Знімальна група
- Режисер — Алти Карлієв
- Оператор — Анатолій Карпухін
- Композитор — Нури Халмамедов
- Художник — Аннамамед Ходжаніязов